# Xã Bucklin, Quận Ford, Kansas
Xã Bucklin (tiếng Anh: Bucklin Township) là một xã thuộc quận Ford, tiểu bang Kansas, Hoa Kỳ. Năm 2010, dân số của xã này là 885 người.